# Erbessos
|  | Per a altres significats, vegeu «Erbessus». |

Erbessos (grec antic: Ἐρβησσός, llatí: Erbessos o Herbessos) va ser una ciutat de Sicília entre els territoris de Leontins i Siracusa, situada segons Diodor de Sicília a l'interior de l'illa. Era una ciutat de certa importància que cal no confondre amb un llogaret del mateix nom a la vora d'Agrigent on els romans van construir la fortalesa d'Erbessus.
S'esmenta per primer cop l'any 404 aC com a ciutat dels sículs, aliada dels cartaginesos durant el setge de Siracusa. Per això Dionís el Vell la va atacar després de fer la pau amb Cartago però la deserció dels seus soldats el va obligar a tornar a Siracusa i la ciutat es va mantenir independent i uns anys després va signar un tractat amb Dionís. No torna a ser esmentada fins al temps d'Agàtocles quan aquest la va ocupar i hi va deixar una guarnició, que l'any 309 aC, quan el tirà era a l'Àfrica, els ciutadans van expulsar. La ciutat es va aliar a Xenodicos d'Agrigent contra Agàtocles.
A la Segona Guerra Púnica és esmentada com el lloc on es van refugiar Hipòcrates i Epícides quan van fugir de Leontins.Van poder convèncer a la força siracusana enviada contra ells de desertar i finalment la ciutat va fer llavors aliança amb Cartago però Marc Claudi Marcel la va conquerir amb facilitat, segons diuen Titus Livi i Pausànias.
No hi ha informació de la ciutat sota domini romà però probablement depenia de Siracusa i no és esmentada pels autors clàssics fins a Plini el Vell que diu que era una ciutat independent de l'interior de l'illa. També Claudi Ptolemeu la situa a l'interior. Titus Livi i Diodor de Sicília diuen que era a l'interior no lluny de Leontins.
S'ha proposat com emplaçament l'actual Pantalica, a l'altre costat de Sortino, a uns 30 km de Siracusa.